# بردگوری مورز ۲٬۳٬۴
بردگوری مورز ۲٬۳٬۴ مربوط به دوره اشکانیان - دوره ساسانیان است و در شهرستان کوهرنگ، بخش بازفت، دهستان دوآب، شمالغرب روستای مورز واقع شده و این اثر در تاریخ ۱۲ شهریور ۱۳۸۶ با شمارهٔ ثبت ۱۹۴۹۲ به‌عنوان یکی از آثار ملی ایران به ثبت رسیده است.